# Stac-Fada-Member
Das Stac-Fada-Member ist ein geologischer Schichtenverband im Nordwesten Schottlands, der zur mesoproterozoischen Bay-of-Stoer-Formation gerechnet wird. Das Member wird neuerdings als Auswurfmassen eines Meteoriteneinschlags gedeutet.

## Typlokalitât und Vorkommen
Die Typlokalität des Stac-Fada-Members ist der gleichnamige Stac Fada, ein Felsvorsprung an der Nordwestküste Schottlands 800 Meter westlich von Stoer. Das Stac-Fada-Member steht unmittelbar östlich der Coigach-Störung an und reicht im Norden von Stoer über den Caillich Head bis nach Gairloch im Süden, wo es von der Loch-Maree-Störung abgeschnitten wird. Es besitzt somit eine Längenerstreckung von rund 70 Kilometer.

## Stratigraphie

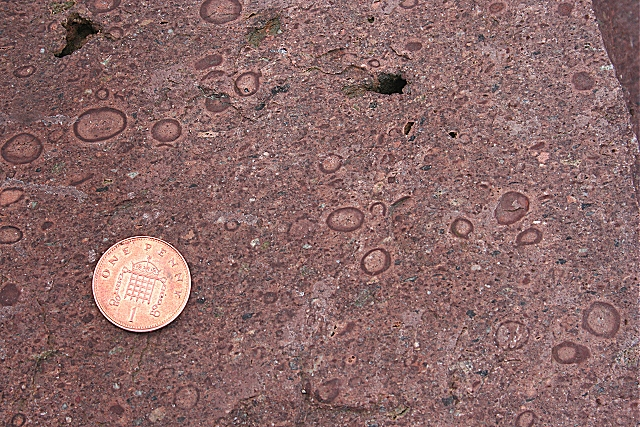
Akkretionäre Lapilli im Stac-Fada-Member

Die ins Stenium gehörende Bay-of-Stoer-Formation ist die unterste Formation der Stoer Group, die ihrerseits den unteren Abschnitt der Torridonian Supergroup bildet. Das Stac-Fada-Member ist zwischen 10 und 15 Meter mächtig und wird vorwiegend aus gelblich-grünlichem, tonigem Sandstein aufgebaut. Im Sandstein finden sich im Hangenden des Members akkretionäre Lapilli und generell über das gesamte Member verteilt bis zu 30 % dunkelgrüne, blasige Glasfragmente mafischer Zusammensetzung, die jetzt entglast vorliegen. An der Typlokalität erscheinen im Liegenden des Members allodapische, aus ihrem stratigraphischen Verbund gerissene Sandsteinlagen. Das Stac-Fada-Member liegt konkordant auf dem Liegenden der Bay-of-Stoer-Formation. Es wird seinerseits konkordant von Rottonen des Poll-a'-Mhuilt-Members (verlandende Seefazies) überlagert.

## Interpretationen
Das Stac-Fada-Member bildet einen Schlüsselhorizont innerhalb der Stoer Group, der sich deutlich von den restlichen Sedimenten der Gruppe unterscheidet. Das Member wurde bisher meist als vulkanischer Massenfluss (Lahar),  Aschenstrom,  wiederaufgearbeitete vulkanische Tuffe oder fluidisierte Peperite  gedeutet. Auch andere Siltsteinlagen innerhalb der Stoer Group werden so interpretiert.
Dem widersprachen jedoch im März 2008 die Ergebnisse eines vereinten Forscherteams aus Oxford und Aberdeen, die das Stac-Fada-Member als Auswurfmassen eines Asteroidenimpakts ansprachen, welcher die Umgebung von Ullapool in Nordwestschottland als Einschlagspunkt gehabt haben soll.  Sollte sich diese Vermutung bewahrheiten, so wäre dies der erste gesicherte Meteoriteneinschlag in Großbritannien.
Der Impakt wurde auf 1180 Millionen Jahre BP datiert. Er brachte die im Untergrund anstehenden Gesteine zum Aufschmelzen, bildete Schocklamellen (PDFs) in Quarz und Biotit und hinterließ eine Iridium-Anomalie.
Den Einschlagkrater vermutet die Forschergruppe im Minch, verborgen unter Sandsteinablagerungen. Sein Durchmesser wird auf 10 Kilometer geschätzt, die Energie des Einschlags auf 145.000 Megatonnen TNT-Äquivalent. Die dadurch erzeugten Sturmböen sollen selbst in Aberdeen noch eine Geschwindigkeit von 420 Kilometer pro Stunde besessen haben.